# Evelyn Wever-Croes

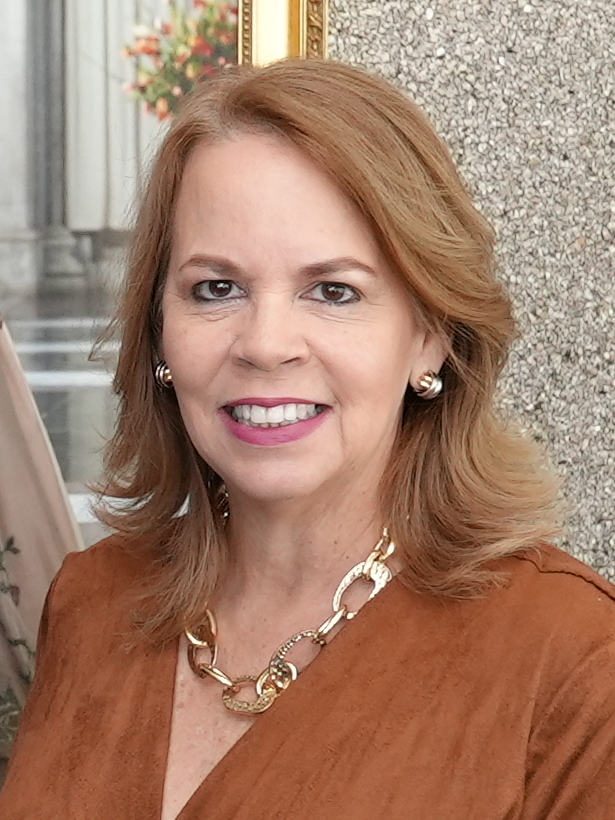
Evelyn Wever-Croes (2022)

Evelyna Christina (Evelyn) Wever-Croes (* 5. Dezember 1966 in Leiden, Niederlande) ist eine arubanische Politikerin. Seit dem 17. November 2017 ist sie die erste weibliche und vierte Regierungschefin von Aruba. Sie war Premierministerin des Kabinetts Wever-Croes I und seit dem 20. September 2021 Premierministerin des Kabinetts Wever-Croes II. Zuvor war sie Fraktionsvorsitzende der Oppositionspartei Movimiento Electoral di Pueblo (MEP, Wahlbewegung des Volkes) in den Staten van Aruba, dem arubanischen Parlament.

## Biografie
Croes wurde in Leiden geboren. Ihr Vater ist Hendrik Croes, ehemaliger Politiker und Minister. Betico Croes war ihr Onkel. Nach dem Abitur auf Aruba studierte sie von 1985 bis 1986 antillianisches Recht an der Universität der Niederländischen Antillen und später von 1986 bis 1989 Steuerrecht an der Universität Leiden. Nach ihrem Abschluss arbeitete sie als Steuerinspektorin. Nach einer Karriere bei der Steuerbehörde von Aruba, wo sie zehn Jahre lang die Leitung innehatte, wurde sie 2008 Rechtsanwältin bei der Anwaltskanzlei Croes Wever Tchong.
2009 wechselte sie in die Politik und wurde Mitglied der Staten van Aruba, des arubanischen Parlaments. 2011 wurde sie als Nachfolgerin von Nelson Oduber zur Parteichefin der MEP gewählt. Von 2013 bis 2017 war sie Fraktionschefin der MEP. Nach den Parlamentswahlen vom 22. September 2017 wurde sie zur Premierministerin des ersten Kabinetts Wever-Croes, der ersten Koalitionsregierung nach mehr als 15 Jahren, ernannt. Sie trat ihr Amt am 17. November 2017 in Nachfolge von Mike Eman (* 1961) an. Am 30. März 2021 reichte sie nach strafrechtlichen Ermittlungen wegen Geldmissbrauchs beim Koalitionspartner Pueblo Orguyoso y Respeta (POR, Stolzes und respektvolles Volk) den Rücktritt ihres Kabinetts ein. Bei den vorgezogenen Wahlen am 26. Juni 2021 erhielt sie 7.518 Einzelstimmen und wurde damit die erste weibliche Kandidatin in der Wahlgeschichte Arubas, die die meisten Einzelstimmen erhalten hat. Am 20. September 2021 trat sie ihr Amt als Premierministerin des zweiten Kabinetts Wever-Croes an.